# Праздник фонарей (фильм)
«Праздник фонарей» — советский короткометражный художественный фильм 1980 года режиссёра Евгения Марковского.

## Сюжет
- Название фильма отсылает к японскому Празднику фонарей — дню поминовения усопших, который отмечается 13-15 августа.

15 августа 1945-го. Маньчжурия. Квантунская армия день назад капитулировала, Японский император сдался, но некоторые его солдаты нет.
На лесной дороге ожидает ремонтников подбитая «тридцатьчетвёрка» даже и не успевшего повоевать молоденького лейтенанта Виктора Лапшина. С ним охранять машину оставлен рядовой десантник Комаров, бывалый вояка. Когда Комаров отходит набрать воды, японский тэйсинтай берёт в плен Лапшина и запирается с ним в танке. Он называет себя Ёсио Ханаси, он выбран в солдаты-смертники несколько дней назад, бывший студент, родом из Нагасаки, он хорошо говорит по-русски, знает русскую литературу, и предлагает Лапшину побеседовать, говоря, что они уже не враги — так как оба уже мертвы.
На дороге появляется колонна советской техники, японец подбивает советский бронетранспортёр и блокирует дорогу. На переговоры вместе с советским офицером идёт и майор японской армии, сообщающий Ёсио об окончании войны, но тот не собирается сдаваться: на вопрос как его зовут называет себя Хиросима Нагасаки и говорит, что ему некуда возвращаться, и его самого нет — он смертник. Ёсио отправляет снаряд в досылатель, но выстрелить ему не удастся — лейтенант Лапшин взрывает танк.
Если в начале фильма показываются анкеты с данными Лапшина, Комарова и Ёсио Ханаси, то в финальных титрах — незаполненная анкета с фотографией младенца и годом рождения — 1980.

## В ролях
- Дмитрий Харатьян — Виктор Лапшин, танкист, гв. мл. лейтенант
- Дмитрий Матвеев — Алексей Комаров, рядовой
- Ермек Шинарбаев — Ёсио Ханаси, тэйсинтай Квантунской армии
- Борис Чунаев — танкист
- Александр Ольков — Коля, капитан
- Владимир Сичкарь — Кайно Тиммоти, японский офицер
- Игорь Тарадайкин — советский офицер

В эпизодах: А. Ван-ли, В. Ван-ли, А. Рогожкин, Д. Плотников, А. Воронин, И. Синайская.

## Дополнительно
Дебютная — дипломная работа студентов ВГИК режиссёра Е. Марковского (мастерская С. Герасимова и Т. Макаровой) и оператора А. Рудь (мастерская А. Гальперина).
Фильм получил диплом за операторскую работу на XIII фестиваль студенческих фильмов ВГИКа (1981).
В фильме использованы кадры кинохроники возвращения солдат с фронта, Парада Победы 1945-го года.
Роль в фильме — одна из первых ролей для исполнителя главной роли Дмитрия Харатьяна, он неоднократно называл фильм самым запомнившимся в начале его кинокарьеры:

— Какая из картин начала вашей карьеры в кино вспоминается вам теперь?

— Наверное, «Праздник фонарей» Евгения Марковского, тогда еще очень молодого и, несомненно, одаренного режиссера, он как раз заканчивал учебу в мастерской Сергея Герасимова и снял свою дипломную картину, представленную на множестве фестивалей молодого кино, получившую немало наград.